# Playa de Santa María del Mar (Castrillón)
La playa de Santa María del Mar se encuentra en las localidades de El Puerto y Naveces en el concejo de Castrillón, (Asturias, España). Forma una extensa ensenada con el río La Ferrería y en sus proximidades se encuentra la isla de la Ladrona.

## Características
Esta playa tiene una longitud de 350 m y una anchura media de 155 m. De fina arena tostada, ofrece al visitante un paraje donde descansar observando el área natural protegida de sus alrededores.
Además podrá disfrutar de la gastronomía local en los numerosos restaurantes, tomarse una copa o simplemente hacer una parrilla en el área merendero.
Durante las pleamares la playa se divide en dos. La zona occidental suele ser la más visitada, ya que en la oriental desemboca el río La Ferrería.

## Servicios
Este arenal posee diversos servicios a disposición del visitante, entre los que pueden citarse aseos, duchas, servicio de limpieza y servicio de salvamento y vigilancia durante la temporada de verano.
Además, cuenta con dos campings en los que veranear a un precio muy asequible, un aparcamiento de 100 plazas y se puede acceder fácilmente desde Piedras Blancas por carretera o a pie.

## Accesos
Para llegar a la playa hay que localizar el pueblo de Piedras Blancas, atravesarlo en dirección norte y seguir sin tomar ninguna desviación.

## Galería

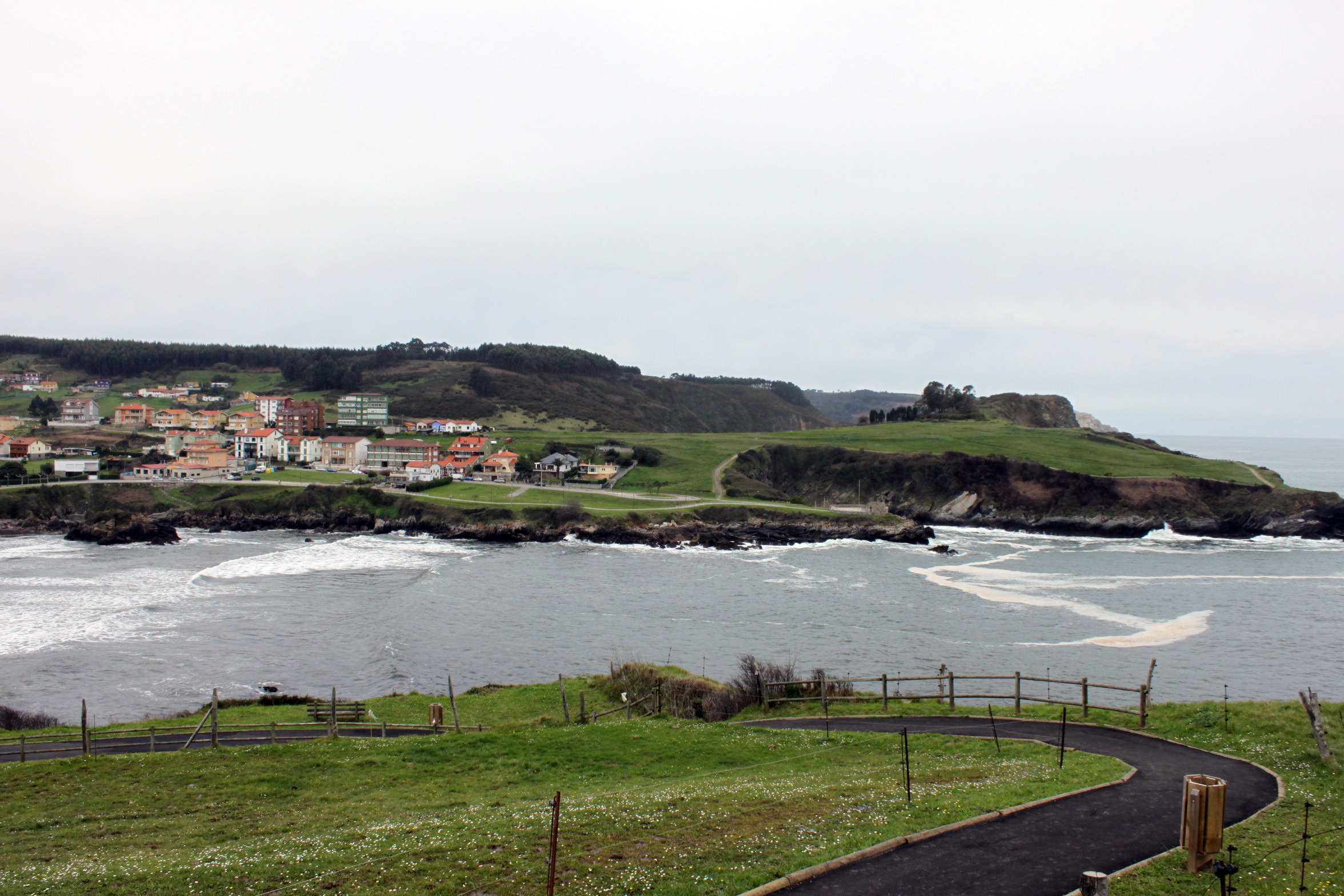
Ensenada de Santa María del Mar.
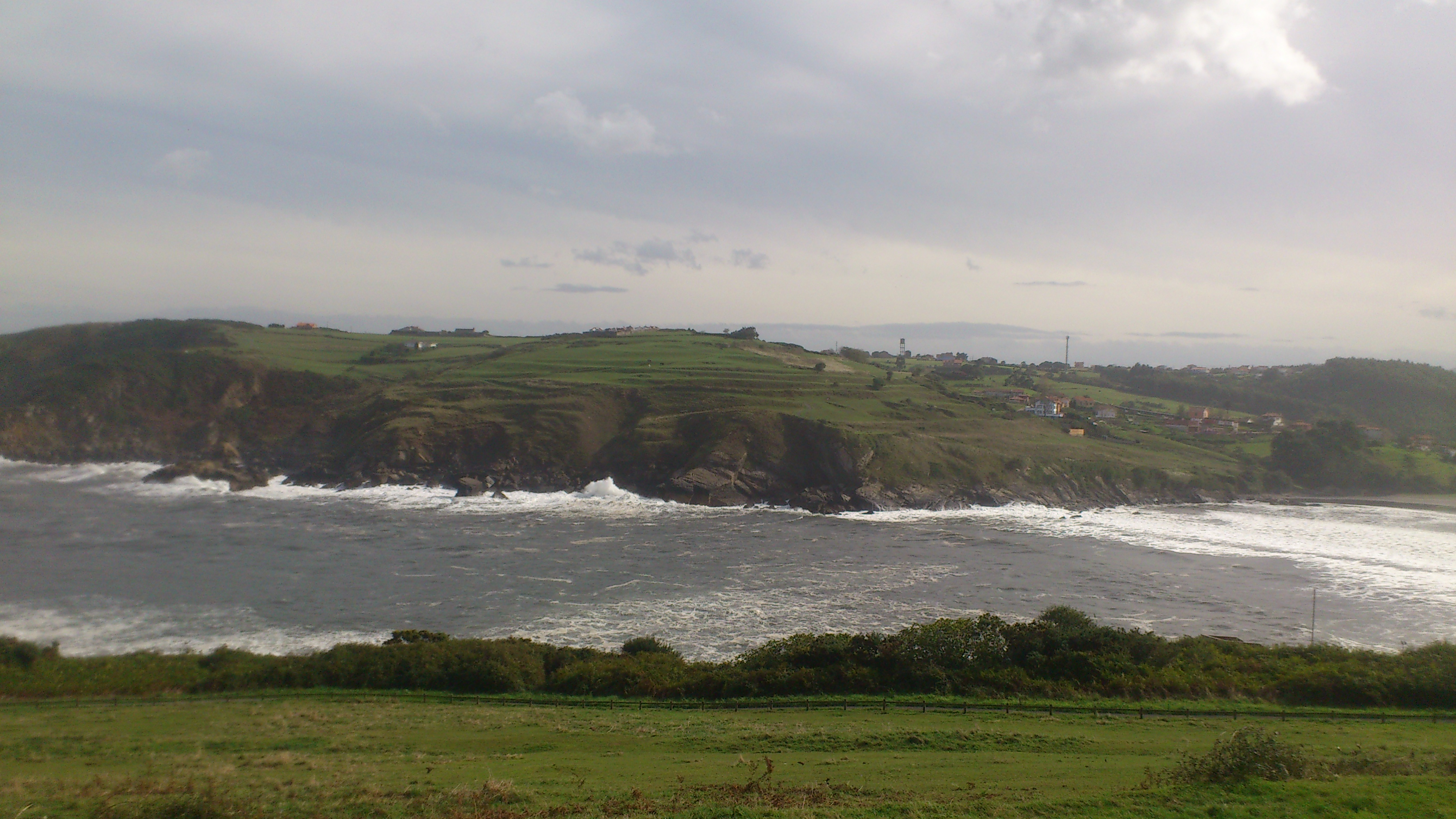
Ensenada de Santa María del Mar.
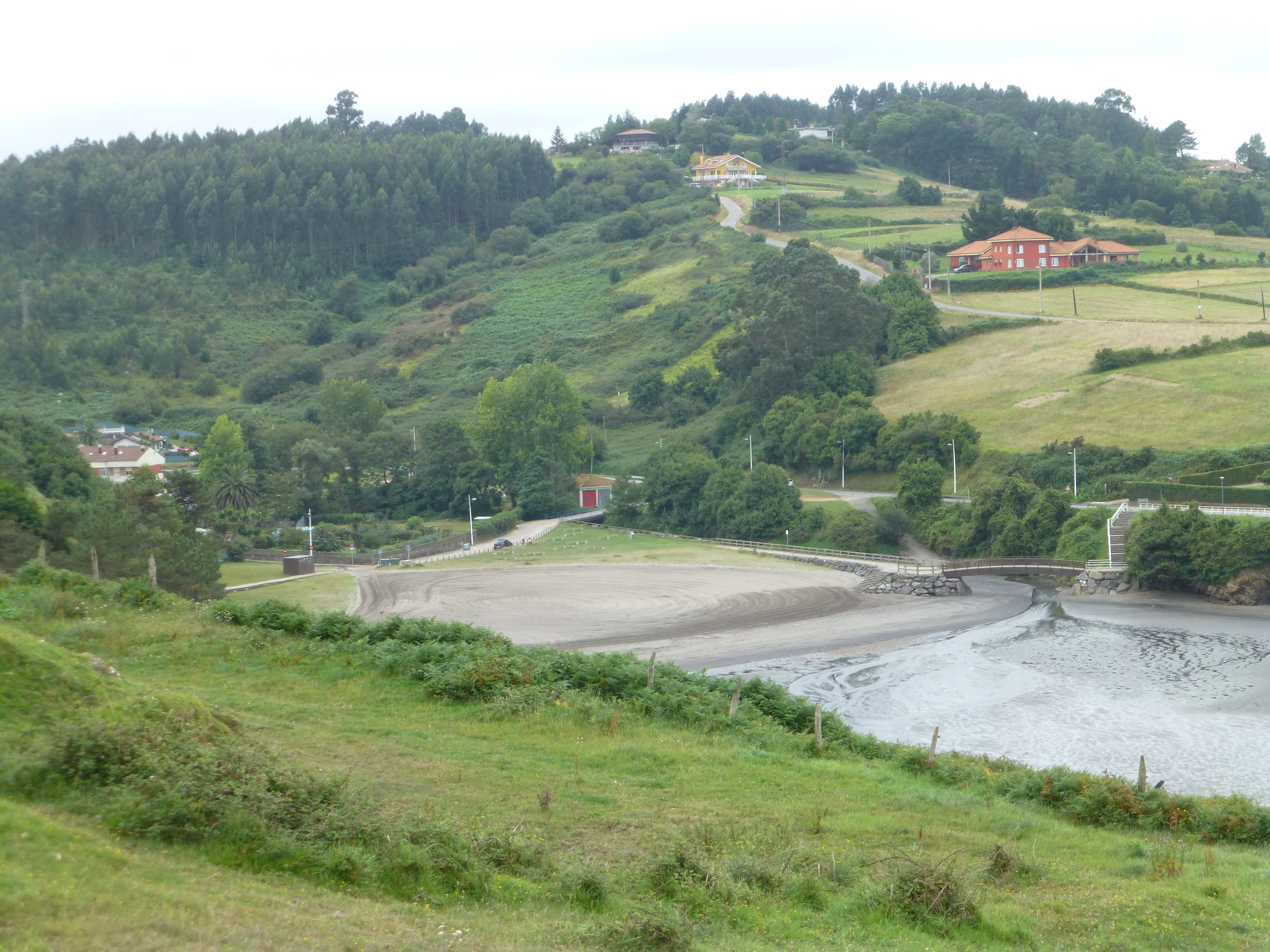
Desembocadura del río La Ferrería.

## Isla de la Ladrona
Enclave natural destacado, en el que se refugian varias especies de aves marinas, entre las que destaca el halcón peregrino. También alberga diversa flora, como por ejemplo la berza marina que está catalogada como especie vulnerable.
En los momentos de bajamar, esta isla es accesible desde tierra a través del conocido como Paso de la Ladrona, y antaño era utilizada como zona de pastos por los habitantes locales.